# Pályázatíró
A pályázatíró feladatkörébe tartozik az új pályázati lehetőségek felkutatása, az erről történő tájékoztatás adott vállalatok és partnerek felé, illetve igény esetén a pályázatok megírása magyar vagy idegen nyelven. A pályázatíró feladata a pályázati úton történő forrásszerzés az adott vállalat vagy szervezet fejlesztési céljainak megvalósítása érdekében. Munkájára elsősorban (de nem kizárólag) a pályázatok sokszor bonyolult megszövegezése, a vonatkozó jogszabályok és eljárások ismeretének igénye miatt van szükség.
A pályázatírói munkakör szakirányú végzettség, képesítés nélkül is betölthető, a képzések során ugyanakkor a résztvevők olyan ismereteket szereznek meg a különböző regionális és országos pályázati rendszerek működésével, a pályázatok dokumentációjának megszövegezésével és módszereivel, a projektek megtervezésével és menedzselésével kapcsolatban, amelyek a sikeres pályázatírói munkavégzéshez elengedhetetlenül szükségesek és tapasztalati úton csak hosszú évek alatt szerezhetőek meg.
Sokan más jellegű képesítések birtokában töltenek be pályázatírói munkakört, így például nemzetközi tanulmányok, európai tanulmányok, közgazdasági vagy más gazdasági szakokon megszerzett oklevelekkel, a pályázatírás terén szerzett releváns szakmai tapasztalat azonban gyakorlatilag mindenhol feltétele ennek.
Pályázatírói végzettséggel, a szükséges ismeretek birtokában betölthetőek olyan, ehhez a munkakörhöz közeli rokonságban álló állások is, mint például a pályázati referens, pályázati tanácsadó, pályázati projektmenedzser, közbeszerzési menedzser.

## A munkakör betöltéséhez szükséges ismeretek
A pályázatírónak mindenekelőtt tisztában kell lenne a különféle támogatási rendszerek működésével, követelményeivel. Magyarországon ez jellemzően a Strukturális Alap, a Kohéziós Alap és más, európai uniós források ismeretét jelenti. A pályázatírónak nemcsak a pályázatok megszövegezésében kell otthonosan mozognia, munkája a különféle források felkutatásánál kezdődik, majd annak meghatározásával folytatódik, hogy az adott pályázatra munkaadója, megbízója jogosult-e, megfelel-e a meghatározott pályázati kritériumoknak.
Feladatköre ellátásához, azaz a pályázatok megírásához a pályázatírónak rendelkeznie kell gyakorlati ismeretekkel is a projekttervezési és lebonyolítási technikákról elméleti és gyakorlati szinten, illetve a horizontális elvek érvényesítésének módjáról. Ezen belül ismerniük kell a munkaterv, a humánerőforrás-terv elkészítésének módját, a pénzügyi tervezés és az időbeni ütemezés technikáit is.

## Pályázatírás az Európai Unióban
Az európai uniós pályázati rendszer célja alapvetően a tagországok egyes régióinak, adott földrajzi egységei tartós elmaradottságának csökkentése vagy megszüntetése. Az Unió elsőként az Európai Regionális Fejlesztési Alapot (ERFA) hozta létre 1975-ben, a nemzeti regionális politikák összehangolása érdekében, majd a Maastrichti Szerződés 1992-ben megteremtette a Kohéziós Alapot.
Az uniós pályázatok döntéselőkészítését, szerződéskötését, finanszírozását, nyomon követését és ellenőrzését általában az Irányító Hatóság felhatalmazása alapján közreműködő szervezetek végzik. Amennyiben a pályázat megfelel az érkeztetés feltételeinek, úgy a Közreműködő Szervezet megvizsgálja, hogy a projektjavaslat megfelel-e a felhívásban meghatározott teljességi és jogosultsági feltételeknek. Amennyiben egyértelmű megállapítást nyer, hogy a pályázó/projekt nem jogosult a támogatásra, úgy a pályázat teljességi vizsgálatát nem kell elvégezni.
Amennyiben a jogosultság vizsgálata során a részletes útmutatóban felsorolt feltételek maradéktalanul teljesülnek, sor kerül a pályázat teljességének vizsgálatára. Amennyiben a pályázat a fenti szempontokat figyelembe véve megfelel a jogosultság és a teljesség feltételeinek, befogadásra kerül, ezt követően pedig tartalmilag értékelik a benyújtott pályázati anyagot.
Ha a pályázat elutasításra vagy visszavonásra került, úgy a projekt támogatása érdekében módosított, átdolgozott pályázat benyújtása lehetséges. Az újra benyújtott pályázat esetében is be kell tartani minden, a pályázati konstrukcióra vonatkozó feltételt, ugyanakkor a korábbi elutasítás nem jelent hátrányt az értékelés során.
A Magyarországon meghirdetett EGT és Norvég Finanszírozási Mechanizmusok programra benyújtott projekt-koncepciók értékelését és pontozását az alábbi szempontok alapján végzik:
A programhoz való illeszkedés:
- A projekt Magyarország valamely hátrányos helyzetű régiójában valósul meg?
- A projekt átfogó céljai illeszkednek a programhoz? A projekt eredményei és céljai reálisak és megvalósíthatóak?
- Illeszkedik a projekt a Pályázati felhívásban és az Együttműködési megállapodásokban rögzített kiemelt területekhez?

A projekt indokoltsága:
- Hozzájárul a projekt a magyar vagy az EU-s joggyakorlat megvalósításához/alkalmazásához?
- A tevékenységek a célcsoportok valós igényeivel összhangban vannak?
- A projekt céljai/eredményei/tevékenységei beilleszthetők a nemzeti/regionális/kistérségi/helyi fejlesztési stratégiá(k)ba?

Költségvetés:
- Jogosult a pályázó az általa igényelt támogatásra, és az igénye kellően alátámasztott?
- A megadott árak reálisak?
- A pályázó van olyan pénzügyi helyzetben, hogy biztosítani tudja a szükséges önerőt?
- A projekt kidolgozottsága
- A teljes pályázat benyújtásához és a projekt megvalósításához szükséges dokumentáció rendelkezésre állása

Fenntarthatóság és kockázatkezelés:
- Biztosított a projekt eredményeinek fenntarthatósága a támogatás kifizetése után is?
- A kockázatok leírása és kezelésük kellően megalapozott?

Átfogó témák:
- Partnerek és a partnerség szintje (szándéknyilatkozat, partnerségi megállapodás program szinten vagy partnerségi megállapodás projekt szinten)
- A nemek közötti esélyegyenlőség figyelembe vétele és biztosítása
- Fenntartható fejlődés
- A projekt megfelel a „jó kormányzás” elvének?

Ezen szempontok akkor érvényesülnek megfelelően, illetve a pályázó akkor tudja megfelelően kommunikálni szándékait a pályázatot meghirdető EU-s szervezetek irányába, ha a megbízott pályázatíró előzetes képzettsége és gyakorlata birtokában megfelelően figyelembe veszi mindezeket a pályázati anyag elkészítése során, így végső soron – amennyiben a pályázó egyébként megfelelt a pályázati feltételeknek – nagyrészt rajta múlik, végül nyertes lesz-e a pályázat vagy sem.